# 로카텐다산

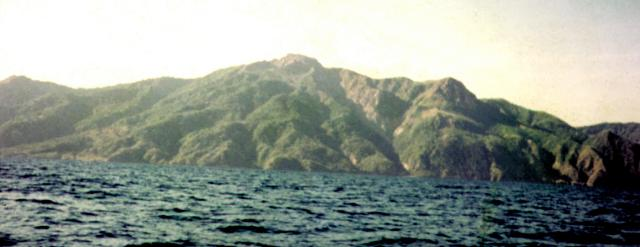

로카텐다산(Rokatenda)은 인도네시아에 있는 성층 화산으로, 활화산이다. 이 화산은 정상이 뾰족하다. 이 화산은  팔루웨 섬에 위치해 있으며, 2012년에 대분화, 5명이 사망하였다.
정상에는 종상 화산이 있으며 종상 화산에서는 아직도 화산 가스가 나오고 있다.